# اولیویه واندکاستیل
اولیویه واندکاستیل (به هلندی: Olivier Vandecasteele) امدادگر ۴۱ ساله بلژیکی است که در ۵ اسفند ۱۴۰۰ در ایران توسط سپاه پاسداران دستگیر شد. وزیر دادگستری بلژیک پیشتر گفت او به اتهام «جاسوسی» در ایران بازداشت شده‌است. دادگاه انقلاب او را در دی ۱۴۰۱ به ۴۰ سال زندان، ۷۴ ضربه شلاق، مصادره مال و جریمه نقدی محکوم کرده‌است. بلژیک این اتهامات را «ساختگی» خوانده است همچنین بازداشت او و برخی دیگر از تبعه‌های خارجی تلاشی از سوی جمهوری اسلامی «برای گرفتن امتیاز» عنوان می‌شود. نمایندگان پارلمان بلژیک این اقدام را «آدم‌ربایی از سوی جمهوری اسلامی» دانسته‌اند. شماری از کارشناسان حقوق بشر سازمان ملل نیز بازداشت او را مصداق ناپدید شدن قهری و جنایت علیه بشریت خواندند.

## حرفه
از سال ۲۰۰۶ او برای سازمان‌های بین‌المللی بشردوستانه، از جمله پزشکان جهان، شورای پناهندگان نروژ (NRC) و آژانس غیرانتفاعی بشردوستانه Relief International کار کرده‌است و سابقه فعالیت در کشورهای هند، افغانستان و مالی دارد. او در سال ۲۰۱۵ مدیر عملیات ایران NRC شد و در سال ۲۰۲۰ همان نقش را در داخل ایران برای امداد بر عهده گرفت. او همچنین کمک‌های بشردوستانه را در طول دنیاگیری کرونا در ایران توزیع کرد.

## بازداشت
او مدتی به عنوان مدیر برنامه «شورای پناهندگان» که یک نهاد نروژی است، در ایران کار کرده بود. و در ۵ اسفند ۱۴۰۰ دستگیر می‌شود. خانواده او در ۱۱ شهریور ۱۴۰۱ با صدور بیانیه‌ای گفتند که او در یک سلول زیرزمینی بدون پنجره در انزوای کامل به سر می‌برد. در شهریور ۱۴۰۱ این خانواده از شرایط «غیرانسانی» او انتقاد کردند و نسبت به آسیب غیرقابل جبران به سلامت وی هشدار داده بودند. آن‌ها گفتند الیویر فانده‌کاستیله بسیار تکیده و لاغر شده و علائم عفونت پوست و ریزش مو دارد. به گفته وزیر امور خارجه بلژیک او وزن زیادی از دست داده اما وضعیت سلامتی او نسبتاً پایدار است و اعتصاب غذایش را متوقف کرده است.
برخی از نمایندگان پارلمان بلژیک گفته‌اند که بازداشت او در واقع یک آدم‌ربایی از سوی جمهوری اسلامی، برای وادار کردن بلژیک به آزادی اسدالله اسدی، دیپلمات زندانی جمهوری اسلامی ایران از زندان این کشور اروپایی است. ایران و بلژیک عهدنامه‌ای را برای انتقال زندانی بین دو کشور امضا کرده بودند که می‌توانست زمینه آزادی اسدالله اسدی، متهم بمب گذاری را فراهم کند. اما با اعتراض گسترده مخالفان این تفاهم‌نامه توسط دادگاه قانون اساسی بلژیک معلق شد. وزیر دادگستری بلژیک، این تفاهم‌نامه را تنها راه آزادی الیویر فانده‌کاستیله دانسته بود. پس از آن در ابتدا جمهوری اسلامی او را به ۲۸ سال زندان محکوم کرد و در ادامه محکومیت او را شدیدتر کرد.

### دادگاه
در اواخر نوامبر ۲۰۲۲ مقام‌های سفارت بلژیک در ایران برای اولین بار بعد از هفت هفته اجازه یافتند با آقای فانده‌کاستیله صحبت کنند و او به آنها گفت که بدون آگاهی دیپلمات‌های بلژیکی یا وکلای ایرانی‌اش در یک دادگاه حضور یافته و در همه اتهامات گناهکار شناخته شده است بی‌آنکه از ادعاها علیه خود آگاه شود.
دادگاه انقلاب تهران در دی ۱۴۰۱ او را با ۴ عنوان اتهامی در دادگاه محاکمه و در هر ۴ مورد محکوم کرده‌است. او به اتهام «جاسوسی علیه جمهوری اسلامی ایران به نفع سرویس اطلاعاتی بیگانه»، به ۱۲٫۵ سال زندان، به اتهام همکاری با دولت متخاصم آمریکا علیه جمهوری اسلامی ایران، به ۱۲٫۵ سال زندان محکوم شده‌است. همچنین دادگاه انقلاب او را به اتهام «قاچاق حرفه‌ای ارز به مبلغ ۵۰۰ هزار دلار» به ۲٫۵ سال زندان محکوم کرده و همچنین ضمن ضبط ارز قاچاق، پرداخت جزای نقدی معادل دو برابر بهای ریالی دلارها به قیمت روز و به «۷۴ ضربه شلاق» محکوم شده‌است. این دادگاه همچنین به اتهام «پولشویی به میزان ۵۰۰ هزار دلار» او را به ۱۲٫۵ سال زندان و مصادره اصل مال درآمد محکوم کرده‌است. بلژیک سفیر ایران در این کشور را در پی صدور این حکم احضار کرد.

### واکنش‌ها
شماری از کارشناسان حقوق بشر سازمان ملل بازداشت او در ایران را مصداق «ناپدید شدن قهری» و «جنایت علیه بشریت» خوانده‌اند. دستگاه قضایی جمهوری اسلامی الیویه وند کاستیل را به ۴۰سال حبس محکوم کرده‌است. این کارشناسان در بیانیه در ۱۷ ژانویه ۲۰۲۳ در ژنو، این موارد را «نقض آشکار تعهدات ایران در حوزه حقوق بین‌الملل» خوانده و از وضعیت بحرانی سلامتی این امدادگر بلژیکی خبر داده‌اند.